# Slender Rising 2
Slender Rising 2 ist ein iOS-Spiel des Entwicklers Michael Hegemann und Nachfolger von Slender Rising. Es wurde am 16. Januar 2014 veröffentlicht und läuft auf allen Apple iOS Geräten vom iPhone 3GS aufwärts.

## Spielkonzept
Slender Rising 2 ist als Singleplayer-Spiel konzipiert. Wie auch in Slender Rising wird der Spieler vom Slender Man angegriffen. In Slender Rising 2 gibt es einen neuen Spielmodus namens The Lost Souls, in dem der Spieler sieben geistartige Wesen fotografiert, während an den Wänden verzweifelte Nachrichten dieser Wesen erscheinen. Außerdem muss der Spieler nun zum Levelausgang fliehen, sobald er alle Zeichen gesammelt, oder alle Lost Souls befreit hat. Des Weiteren gibt es jetzt eine Waffe, mit der sich der Spieler gegen den Slender Man verteidigen kann.

## Level
In Slender Rising 2 gibt es vier neue Level:
- Ghost Town
- Dark Mansion
- Frozen Castle
- Grim District

Die Zeichen sind zufällig in den Leveln verstreut. Der Spieler findet die Seiten, indem er einem roten Pfeil folgt. Sobald er ein dämonisches Flüstern hört, signalisiert das die Nähe zu den Zeichen.
Daneben gibt es fünf Szenarien:
- Day
- Night
- Night Vision
- Thunderstorm
- Blizzard

## Referenzen
„Wer sich ausgiebig zu Tode erschrecken will, sollte das neue Slender Rising 2 ausprobieren.“